# دا سيلفا (لاعب كرة قدم مواليد 1984)
دا سيلفا هو لاعب كرة قدم برازيلي في مركز الدفاع، ولد في 6 يوليو 1984 في لوندرينا في البرازيل. لعب مع نادي بارانا.

## وصلات خارجية
- دا سيلفا (لاعب كرة قدم مواليد 1984) على موقع قاعدة بيانات كرة القدم.إي يو (الإنجليزية)
- دا سيلفا (لاعب كرة قدم مواليد 1984) على موقع Soccerway.com (الإنجليزية)